# Gottfried Philipp von Bülow
Gottfried Philipp von Bülow (* 29. September 1770 in Braunschweig; † 26. Dezember 1850 ebenda) war ein deutscher Staatsmann und Historiker.

## Leben
Bülow war Sohn eines Oberforstmeisters. Er wuchs in Zellerfeld und auf dem väterlichen Gut Beienrode auf und erhielt dort Privatunterricht. 1783 kam er als Page an den Hof der Herzöge von Braunschweig und stieg dort zum Leibpagen des Herzogs Karl Wilhelm Ferdinand auf. 1787 bezog er das Collegium Carolinum, bevor er 1789 zum Studium der Rechtswissenschaft wechselte an die Universität Helmstedt, wo er im Februar 1791 an den Studentenunruhen an der Universität Helmstedt beteiligt war.
Bülow wurde Assessor im Justizdienst in Wolfenbüttel und stieg 1799 zum Kanzlei- und Hofrat auf. Er wurde 1812 zum Präsidenten des Ziviltribunals von Blankenburg ernannt und 1817 zum Mitglied des Oberappellationsgerichts Wolfenbüttel. Daneben kam er 1817 an die Lehens- und Grenzbehörde. 1819 verließ er endgültig die Justizlaufbahn und wurde Direktor am herzoglichen Kammerkollegium in Braunschweig, Propst des Klosters Lorenz bei Schöningen sowie Mitglied der Landschaft.
Bülow wurde am 17. Oktober 1826 unter Beibehaltung seines Direktorenamtes von Herzog Karl zum Leiter des Braunschweigischen Ministeriums ernannt, ohne allerdings den Titel eines Ministers zu erhalten. Im Zuge der Unruhen von 1830 verlor er sein Amt und lebte im Nachgang als Pensionär und Privatgelehrter.

## Werke (Auswahl)
- Erläuternde Bemerkungen über das Verfahren in Strafsachen nach westfälischen Gesetzen. Ein Commentar über die drei Strafproceßordnungen des Königreichs Westfalen. 3 Bände, Vieweg, Braunschweig 1811.
- Abhandlungen über einzelne Materien des römischen bürgerlichen Rechts, 3 Bände, Vieweg, Braunschweig 1817–1819.
- Beiträge zur Geschichte der Braunschweig-Lüneburgschen Lande, Vieweg, Braunschweig 1829.
- Beiträge zur neuern Braunschweigischen Geschichte, Vieweg, Braunschweig 1833.
- Mittelungen zur Erläuterung der Braunschweigischen Geschichte und Gesetzgebung, Vieweg, Braunschweig 1839.
- Rückblick auf mein Leben, Fleckeisen, Helmstedt 1844.